# Roberto Fazi
Roberto Fazi (Roma, 21 dicembre 1922 – Roma, 30 aprile 2001) è stato un giornalista italiano, considerato uno dei massimi esperti di boxe del dopoguerra.

## Biografia
Esordisce, giovanissimo, come redattore del quotidiano sportivo Il Littoriale. A 21 anni firma articoli di calcio e di pugilato. Nel dopoguerra prosegue la sua carriera giornalistica nella redazione romana de La Gazzetta dello Sport. Forte della sua esperienza di pugile dilettante, diventa rapidamente la prima firma della boxe. La Gazzetta dello Sport gli affida la copertura dei principali match di boxe in Italia e all’estero. Fazi segue, tra i tanti grandi eventi, i tre mondiali Benvenuti-Griffith, i mondiali Mazzinghi, di Bossi e diversi match di campioni stranieri. Su tutti, gli esordi di Cassius Clay, conosciuto personalmente a Roma, in occasione delle Olimpiadi. Alcuni dei suoi resoconti giornalistici, scritti con una prosa da romanzo d'appendice, sono inseriti nel volume Un secolo di boxe e Gazzetta (Rizzoli 1997), un'antologia di articoli di boxe pubblicati dal quotidiano sportivo in occasione del centenario de La Gazzetta dello Sport. 
Dal 1972 fino alla morte è direttore di Boxe Ring, rivista di riferimento per gli appassionati di pugilato. Nel settore viene considerato il Nat Fleischer italiano. Gianni Minà si affida a lui come principale consulente per la trasmissione Facce piene di pugni, viaggio nel mondo dei campioni
e degli sconfitti del ring, trasmissione andata in onda nel 1985 su Raidue in 14 puntate.
Ha scritto due libri: Uomini e pugni, in collaborazione con Dario Torromeo (1996, Marchesi Grafiche editoriali), Luci e ombre sul ring (2001, Edizioni Il Minotauro).
Ha firmato anche un documentario dal titolo Il match della verità dedicato all'incontro dei pesi massimi tra George Foreman e Muhammad Ali disputato il 30 ottobre 1974 a Kinshasa (prodotto dalla Flaminia Film di Rodolfo Sabbatini e David Zard.